# 부산항보안공사
부산항보안공사(釜山港保安公社, Busan Port Security Corporation, BPSC)는 부산항의 질서유지와 항만시설 안전을 위한 항만보안업무를 수행하고, 부두 이용업계의 이익증진과 부산항만 발전에 기여하고 동북아 물류 중심항에 맞는 항만보안 전문기관으로 발전을 위하여 출범한 해양수산부 산하의 기타공공기관이다. 소재지는 부산광역시 중구 충장대로 24 국제여객터미널 3층이다.

## 주요기능 및 역할
부산항만공사로부터 부산항보안업무 수행을 위하여 위탁받은 사업을 수행
- 국가중요시설 '가'급인 부산항만 보안업무 수행
- 정부 및 항만공사로부터 위탁받은 항만보안사업
- 기타 국가업무 대행

## 기관 연혁
- 2007년 12월 3일: (주)부산항보안공사 설립 (정부 방침에 의거 부산항부두관리공사로부터 분리)
- 2007년 12월 26일: 항만법에 의한 “항만관리법인”으로 지정
- 2008년 1월 2일: (주)부산항보안공사 업무개시
- 2008년 3월 7일: 법인명칭 변경 (주)부산항만보안(주) → (주)부산항보안공사

## 조직

### 사장
- 감사실

#### 전무이사

##### 기획조정실
- 전략기획팀
- 경영지원팀
- 재무회계팀
- 인사혁신팀

##### 보안운영실
- 항만종합상황실
- 항만보안팀
- 보안행정팀
- 고객지원팀
- 제1지구대
- 제2지구대
- 제3지구대
- 제4지구대
- 터미널검색센터